# Gerhard Seibold
Gerhard Seibold (ur. 13 maja 1943 w Klosterneuburgu) – austriacki kajakarz. Brązowy medalista olimpijski z Meksyku.
Brał udział w dwóch igrzyskach olimpijskich (IO 68, IO 72). W 1968 był trzeci w kajakowych dwójkach na dystansie 1000 metrów, płynął z nim Günther Pfaff. Był czterokrotnym medalistą mistrzostw świata – zdobył złoto w kajakowej dwójce na dystansie 1000 metrów w 1970. Po srebro sięgał dwukrotnie: w 1966 w K-4 na dystansie 1000 metrów i w 1971 w kajakowej dwójce na dystansie 1000 metrów. W 1970 był również trzeciw kajakowej dwójce na dystansie 500 metrów. W 1967 zdobył brąz mistrzostw Europy w kajakowej czwórce na dystansie 10 000 metrów.